# Roberto Cortés
Roberto Gonzalez Cortés (1905. február 2. – 1975. augusztus 30.), chilei válogatott labdarúgókapus.
A chilei válogatott tagjaként részt vett az 1928. évi nyári olimpiai játékokon, az 1930-as világbajnokságon illetve az 1926-os és az 1935-ös Dél-amerikai bajnokságon.

## Sikerei, díjai
Chile
- Dél-amerikai bronzérmes (1): 1926

## Külső hivatkozások
- Roberto Cortés a FIFA.com honlapján Archiválva 2015. február 6-i dátummal a Wayback Machine-ben